# IOS 6
iOS 6 foi a sexta versão do sistema operacional móvel criado pela Apple, o iOS, sucedendo ao iOS 5, anunciado pela empresa na Apple Worldwide Developers Conference (WWDC) em 11 de junho de 2012 e lançado em 19 de setembro de 2012.

## História
iOS 6 foi anunciado em 11 de junho de 2012, durante a WWDC 2012, com lançamento marcado para o final do mesmo ano. Seguindo o padrão de versões anteriores, dispositivos mais antigos não são suportados, especificamente o iPod touch de 3ª geração e o iPad de primeira geração. Dispositivos suportados nesta versão incluem o iPhone 3GS ou posterior, iPod touch de 4ª geração ou posterior, iPad 2 ou posterior e iPad Mini.
No dia 12 de setembro de 2012, a Apple anunciou o lançamento da próxima geração do iPhone, chamado iPhone 5, o iPod touch de 5ª geração, e o iOS 6, que seria lançado publicamente no dia 19 de setembro de 2012 para os dispositivos suportados. Neste mesmo dia, a empresa liberou a versão final do iOS 6 para desenvolvedores.

## Novidades
Os aplicativos Google Maps e YouTube foram removidos como padrão no iOS 6.
O aplicativo Mapas possui navegação detalhada, Flyover (visualizações em 3D de algumas cidades) e trânsito em tempo real. A navegação detalhada está disponível apenas para iPhone 4S ou posterior e iPad 2 ou posterior, enquanto o Flyover está disponível apenas para iPhone 4S ou posterior, iPod touch de 5ª geração, iPad 2 ou posterior e iPad mini.
O Passbook, lançado com o iOS 6 para iPhone e iPod Touch, traz o armazenamento de documentos, tais como cartões de embarque, bilhetes de entrada, cupons e cartões de fidelidade. Um dispositivo com Passbook pode digitalizar estes documentos para processar um pagamento móvel em locais participantes.
Assistente pessoal inteligente, Siri, foi melhorada para incluir a possibilidade de fazer reservas em restaurantes, lançar aplicativos, postar atualizações de status no Facebook ou Twitter, informar críticas de filmes e estatísticas esportivas. Siri, que anteriormente era suportada apenas no iPhone 4S, agora tem suporte também para iPhone 5, iPod touch de 5ª geração, iPad de terceira e quarta geração e iPad Mini.
Novas configurações de privacidade estão disponíveis para o usuário, incluindo serviços de localização, fotos ( já parcialmente existente no iOS 5), contatos, calendários, lembretes, compartilhamento Bluetooth, Twitter e Facebook.

## Problemas
No iOS 6, a Apple substituiu o aplicativo anterior baseado em mapas do Google com os seus próprios mapas, e deparou-se com uma má recepção, com crítica de usuários perante a dados inexatos ou incompletos, imagens de satélite de baixa qualidade e a inexistência de suporte para os mapas de trânsito. O CEO da Apple, Tim Cook, mais tarde publicou uma carta no site da Apple pedindo desculpas para a "frustração causada pela aplicação Mapas".

## Suporte
O iOS 6 é suportado nos seguintes dispositivos:

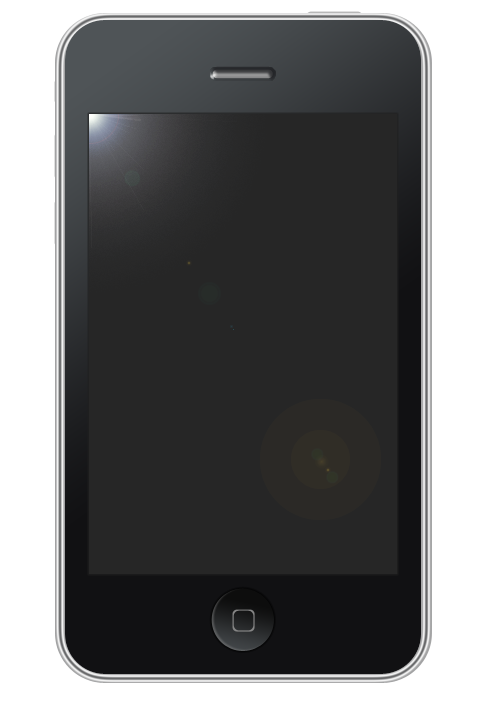
iPhone 3GS
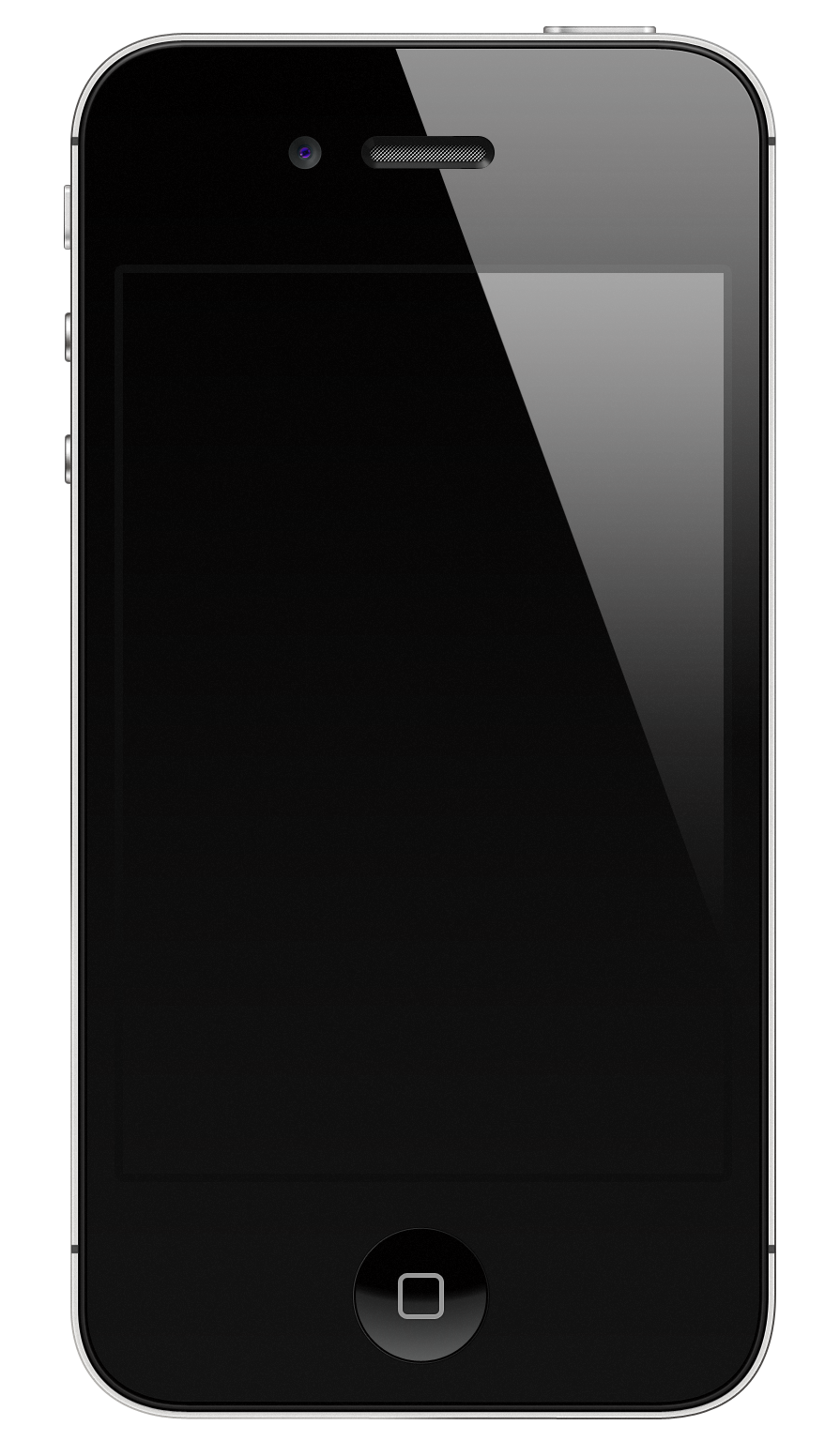
iPhone 4 e 4s
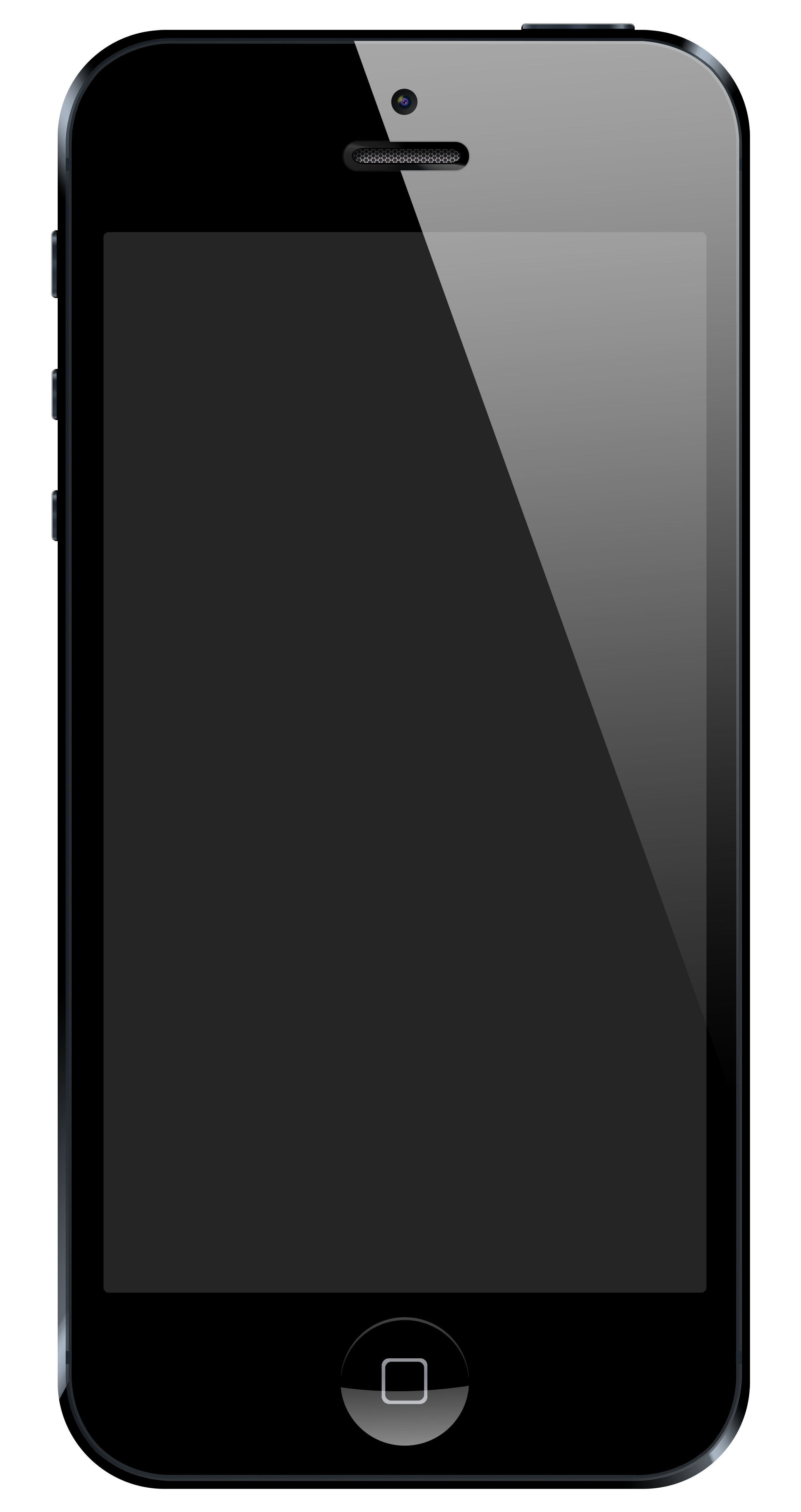
iPhone 5
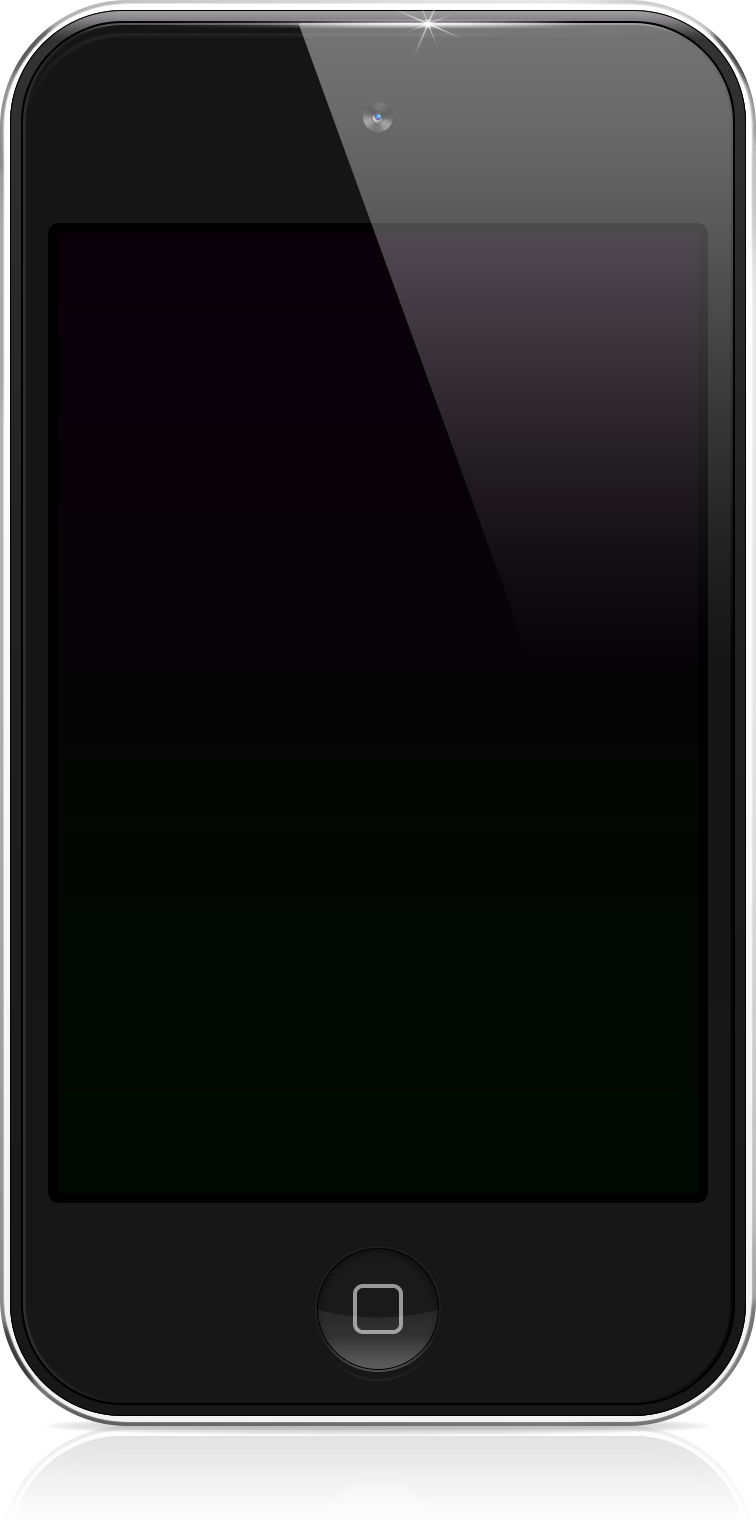
iPod touch de 4ª geração
iPod touch de 5ª geração
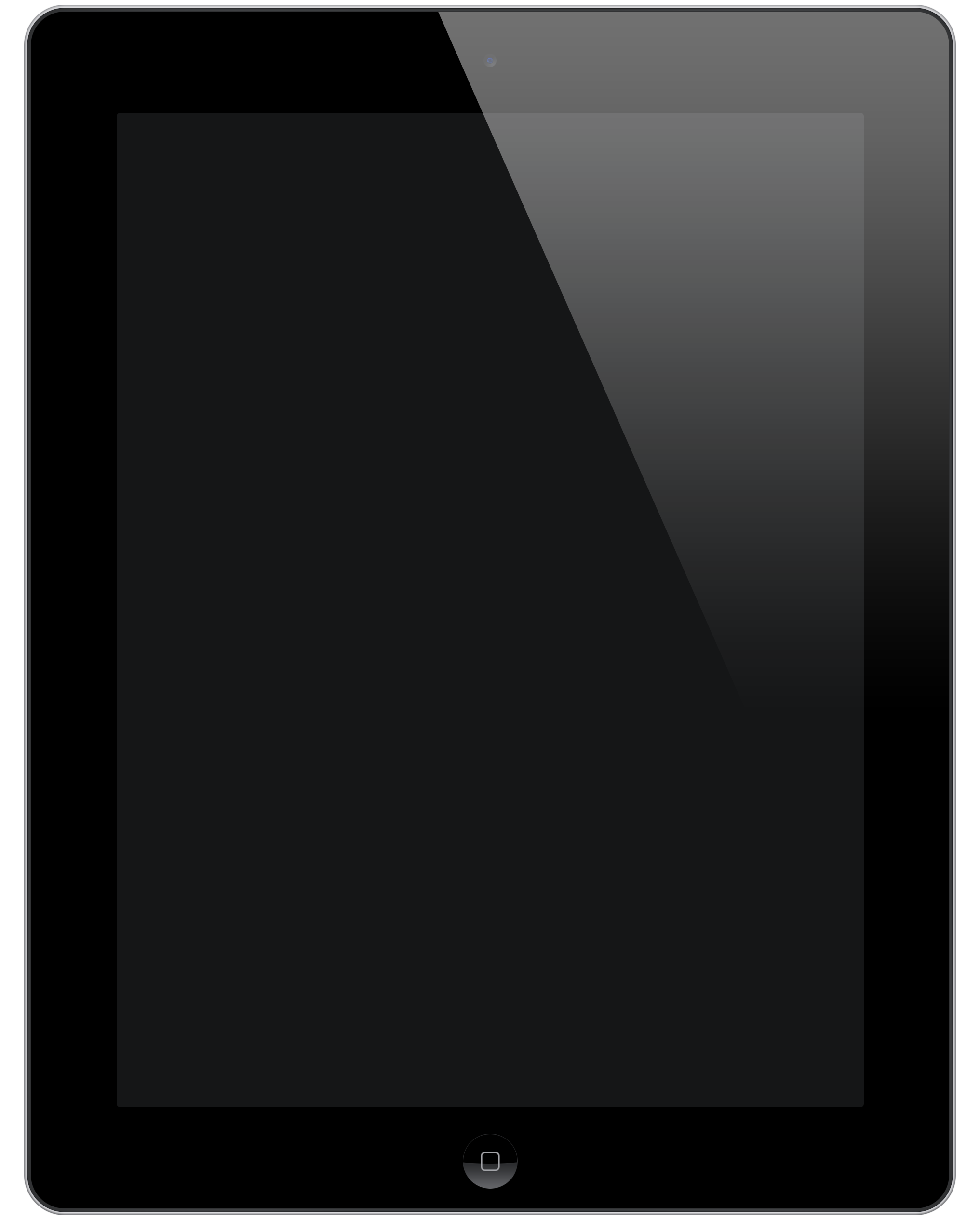
iPad 2 e Retina
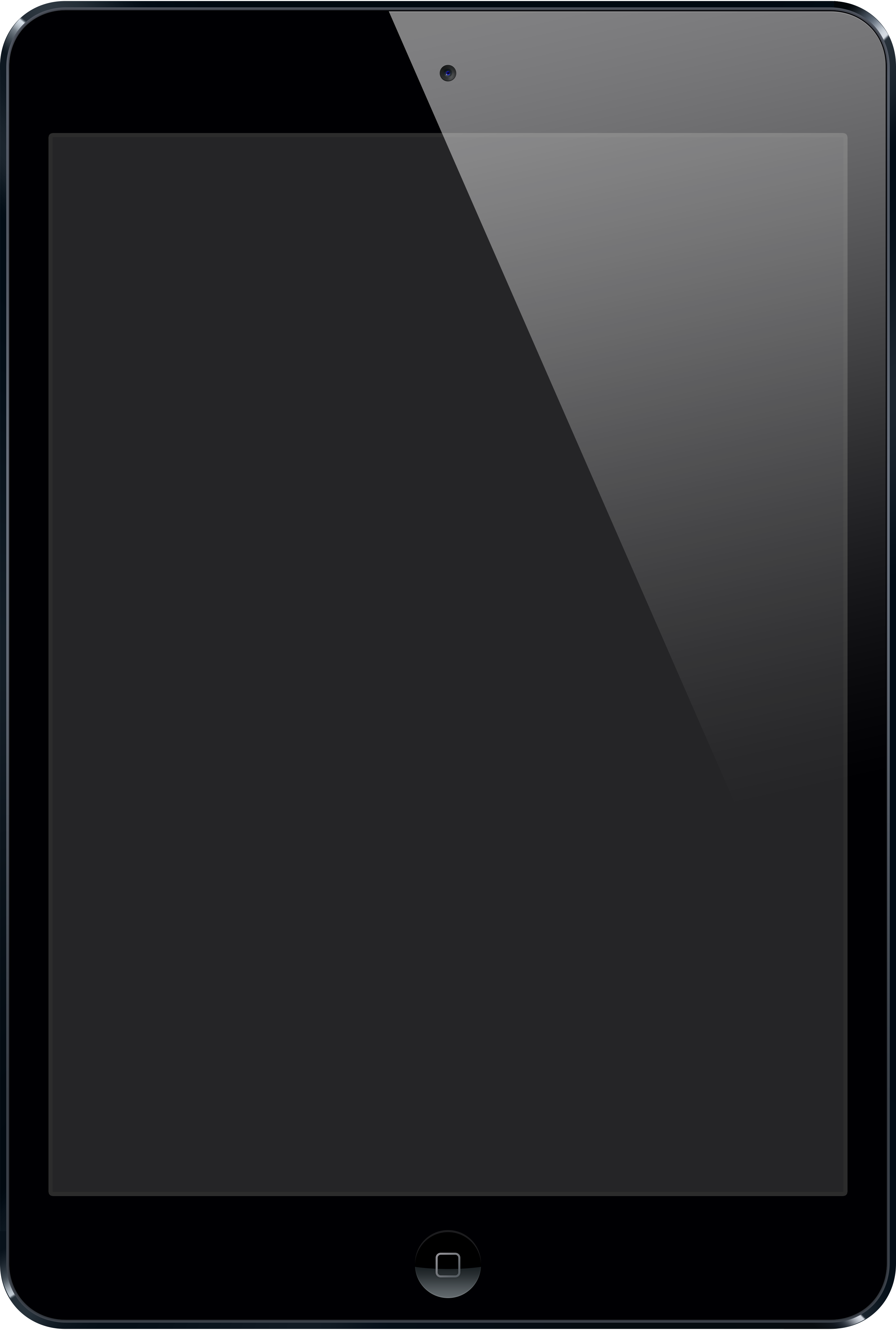
iPad mini 1ª geração